# Franz Ludwig Fick
Franz Ludwig Fick (Erlangen, 18 maggio 1813 – Marburgo, 31 dicembre 1858) è stato un anatomista e patologo tedesco.

## Carriera
Fick studiò i meccanismi evolutivi della crescita ossea, in particolare del cranio. Inventò il fantasma cerebrale - un modello di carta apribile che mostra le varie parti del cervello. Fick scrisse dei testi sull'anatomia umana e sulla patologia. Studiò il meccanismo di visione e la funzione della retina. Studiò la funzione e le prestazioni delle papille gustative e descrisse l'anatomia delle orecchie di elefante.

## Opere principali
- Franz Ludwig Fick, Tractatus de illegitimo vasorum cursu hominibus innato cum tabulis duabus, typis Elwerti academicis, 1854.